# Sinterización directa por láser de metal

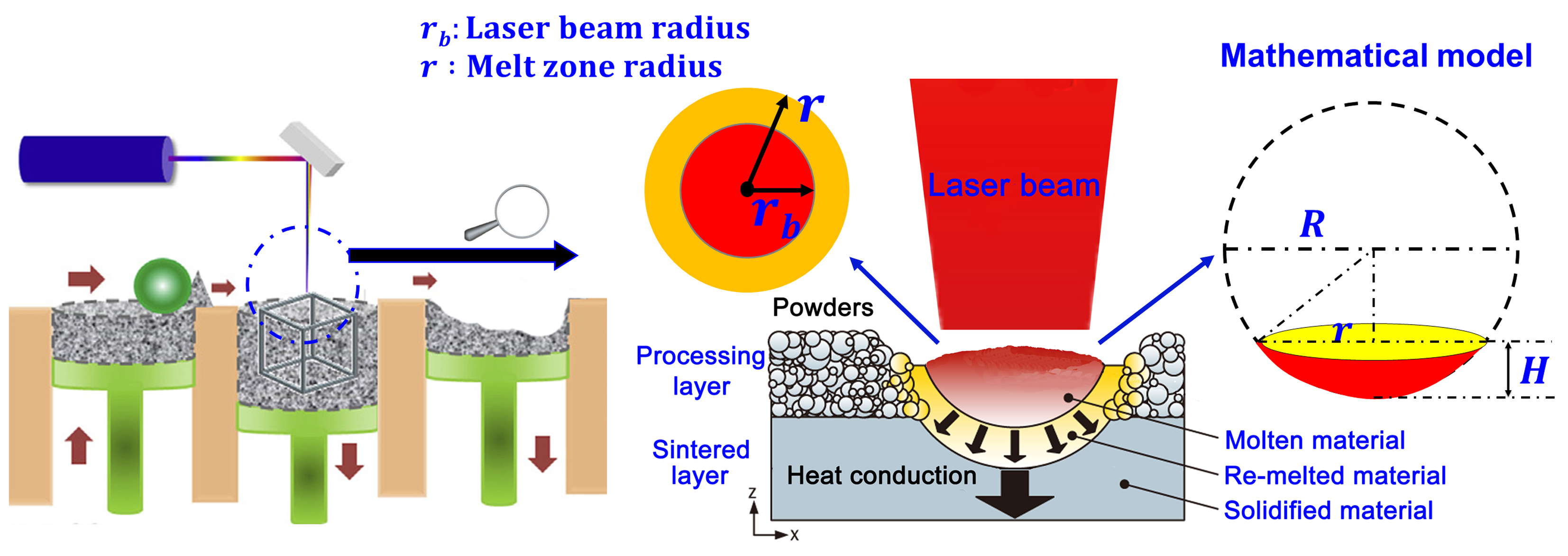
Esquema de la fusión selectiva por láser y la transferencia de calor en la piscina fundida.

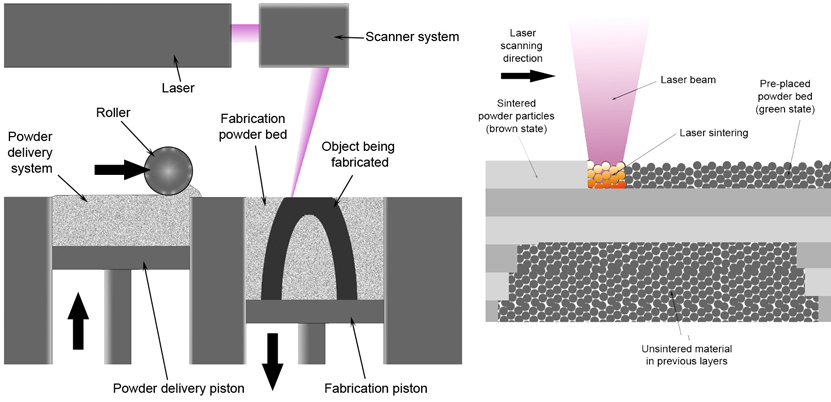
Esquema de fundición selectiva por láser.

La sinterización directa por láser de metal (en siglas en inglés DMLS) es una tecnología de fabricación de metales aditiva que se refiere a la sinterización selectiva por láser (SLS) o a la fusión láser selectiva (SLM), que genera prototipos y herramientas metálicas directamente a partir de datos CAD.
DMLS utiliza una variedad de aleaciones, permitiendo que los prototipos sean hardware funcional fabricado con el mismo material que los componentes de producción. Dado que los componentes se construyen capa por capa, es posible diseñar geometrías orgánicas, características internas y pasajes desafiantes que no podrían ser moldeados o mecanizados de otro modo. DMLS produce piezas metálicas fuertes y duraderas que funcionan bien como prototipos funcionales o piezas de producción de uso final.
El proceso DMLS se realiza con un modelo CAD en 3D mediante el cual se crea un archivo .stl y se envía al programa informático de la máquina. Un técnico trabaja con este modelo 3D para orientar adecuadamente la geometría para la construcción de piezas y añade la estructura de soportes según sea apropiado. Una vez que este "archivo de construcción" se ha completado, se "corta" en el espesor de capa que la máquina construirá y descargará a la máquina DMLS permitiendo que comience la construcción. La máquina DMLS utiliza un láser de alta potencia de fibra óptica dopada con Yb de 200 vatios. Dentro del área de la cámara de la construcción, hay una plataforma dispensadora del material y una plataforma de la estructura junto con una lámina recoater usada para mover el nuevo polvo sobre la plataforma de la estructura. La tecnología fusiona el polvo metálico en una pieza sólida fundiéndola localmente usando el rayo láser enfocado. Las piezas se construyen aditivamente capa por capa, típicamente utilizando capas de 20 micrómetros de espesor.

## Beneficios
DMLS tiene muchos beneficios sobre las técnicas tradicionales de fabricación. La capacidad de producir rápidamente una pieza única es la más obvia, ya que no se requieren herramientas especiales y las piezas se pueden construir en cuestión de horas. Además, DMLS permite una prueba más rigurosa de prototipos. Puesto que DMLS puede utilizar la mayoría de las aleaciones, los prototipos ahora pueden ser hardware funcional hecho del mismo material que componentes de la producción.
DMLS es también una de las pocas tecnologías de fabricación de aditivos que se utilizan en la producción. Dado que los componentes se construyen capa por capa, es posible diseñar características internas y pasajes que no podrían ser moldeados o mecanizados de otro modo. Las geometrías y conjuntos complejos con componentes múltiples pueden simplificarse a un menor número de piezas con un montaje más rentable. DMLS no requiere herramientas especiales como piezas fundidas, por lo que es conveniente para cortos recorridos de producción.

## Aplicaciones

### Aplicaciones industriales
- Aeroespacial - Los conductos de aire, los accesorios o los montajes que sostienen instrumentos aeronáuticos específicos, la sinterización del laser satisfacen las necesidades del aeroespacial comercial y militar
- Fabricación - La sinterización por láser puede servir a nichos de mercado con bajos volúmenes a costos competitivos. Sinterización por láser es independiente de las economías de escala, esto libera de centrarse en la optimización de tamaño de lote.
- Médico - Los dispositivos médicos son productos complejos y de alto valor. Tienen que cumplir exactamente con los requisitos del cliente. Estos requisitos no sólo se derivan de las preferencias personales del operador: también deben cumplirse los requisitos legales o normas que difieren ampliamente entre las regiones. Esto conduce a una multitud de variedades y, por tanto, pequeños volúmenes de las variantes ofrecidas.
- Prototipado - La sinterización por láser puede ayudar a hacer disponibles prototipos de diseño y funcionales. Como resultado, las pruebas funcionales se pueden iniciar rápida y flexiblemente. Al mismo tiempo, estos prototipos se pueden utilizar para medir la aceptación potencial del cliente.
- Herramientas - El proceso directo elimina la generación de trayectorias de herramientas y múltiples procesos de mecanizado como EDM. Los insertos de herramientas se construyen durante la noche o incluso en pocas horas. También la libertad de diseño se puede utilizar para optimizar el rendimiento de la herramienta, por ejemplo integrando canales de refrigeración conformales en la herramienta.[4]

### Aplicaciones comunes incluyen
- Piezas con cavidades, rebajes, ángulos de tiro
- Modelos de ajuste, forma y función
- Herramientas, accesorios y plantillas
- Canales de refrigeración conformados
- Rotores e impulsores
- Horquillado complejo[5]